# Stellantis

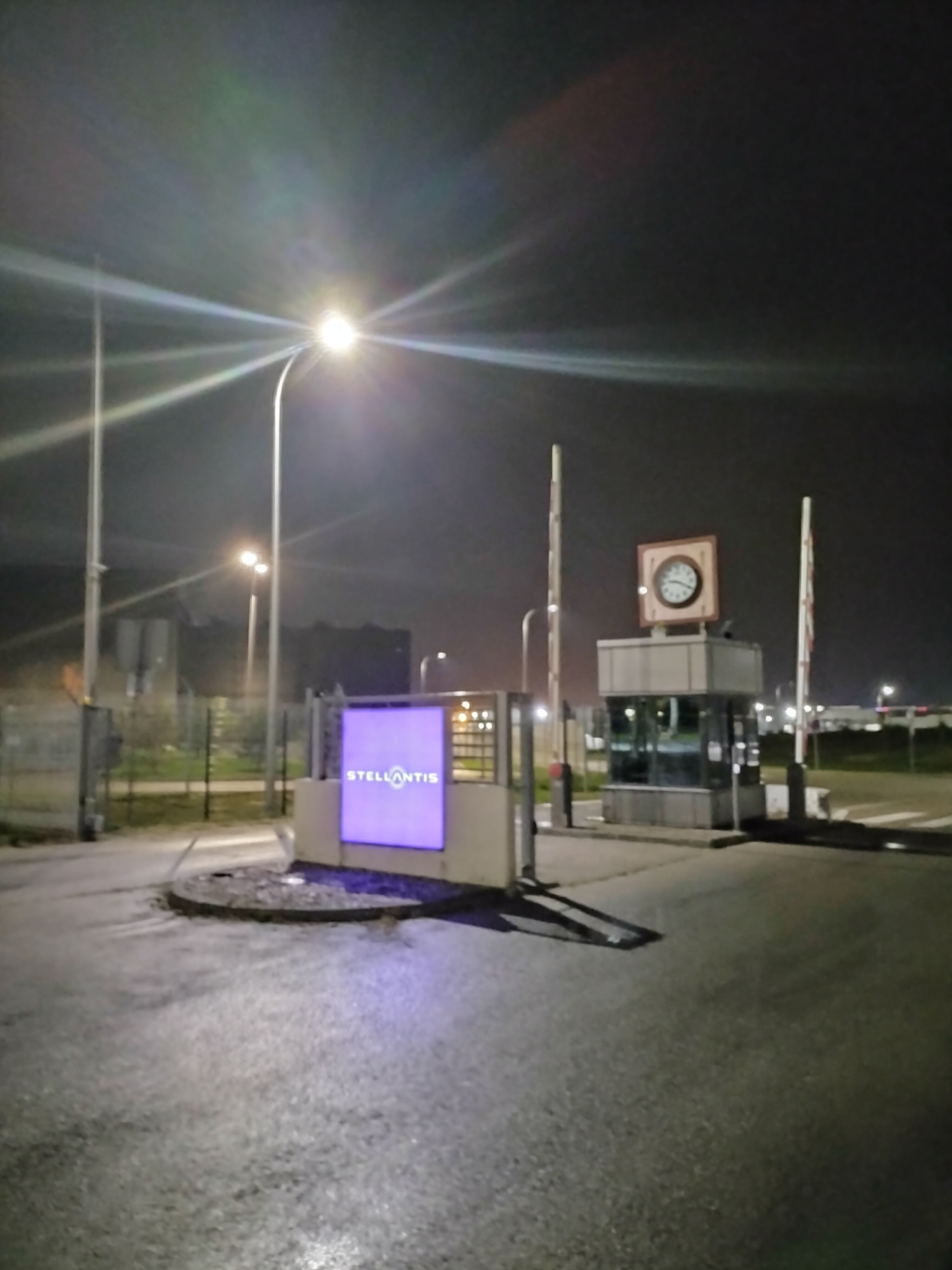

A Stellantis N. V.  amszterdami székhelyű járműipari konszern.  2021. január 16-án jött  létre a PSA-Citroën csoport és a Fiat-Chrysler (FCA) csoport összeolvadásával. Alkalmazottainak száma 300 ezer körül mozog. Elnöke John Elkann. A Stellantis  vezérigazgatója, Carlos Tavares bejelentette, hogy azonnali, 2024. december 1-jei hatállyal távozik a cég vezetéséből.
A Stellantis létrejöttekor a világ negyedik legnagyobb járműipari 
vállalata lett a Toyota, a Volkswagen-csoport és a Renault–Nissan–Mitsubishi után.
A konszernhez számos neves autómárka tartozik.

## Története
Miután 2019-ben meghiúsultak a Renault-val való egyesülésről szóló tárgyalások, a Fiat Chrysler Automobiles új partnert keresett, amelyet a Groupe PSA-ban talált meg. 2019. október 31-én jelentették be a két csoport egyesülését.
Az EU Versenypolitikai Bizottsága 2020. június 17-én bejelentette, hogy vizsgálatot indít az összefonódás ügyében. Az engedélyt 2020 decemberében feltételekhez kötve megadták.
2020. szeptember végén az FCA és a PSA egyenként öt tagot jelölt a leendő részvénytársaság tizenegy tagú felügyelőbizottságába; a 2019. decemberi fúziós megállapodás szerint a tizenegyedik tag Carlos Tavares, a PSA akkori vezérigazgatója lett volna. 2020. szeptemberben azonban úgy döntöttek, hogy a PSA hat, az FCA pedig öt felügyelőbizottsági helyet kap.  Míg John Elkann, az FCA elnöke és az Agnelli-ház vezetője, valamint Carlos Tavares szilárdan jelölték, kilenc felügyelőbizottsági tagot a részvényesek jelöltek ki. 2021. január 4-én az FCA és a PSA részvényesei külön-külön rendkívüli közgyűléseken több mint 99,8%-kal jóváhagyták az egyesülési megállapodás minden pontját. 2021. január 16-án[13][14] az FCA és a PSA részesedések egyesüléséhez szükséges utolsó jogi lépések hivatalosan is lezárultak.A Stellantis részvények első bevezetésére január 18-án került sor Milánóban és Párizsban, 2021. január 19-én pedig New Yorkban.
A Stellantis 2021-ben bejelentette, hogy 2025-ig összesen 30 milliárd eurót fektet be a elektromos mobilitásba és szoftverekbe. A csoport vezérigazgatója, Carlos Tavares tervei szerint e beruházások jövedelmezősége számításai szerint 30 százalékkal meg fogják előzni az iparági átlagot.Az egyesült FCA (Fiat-Chrysler) és PSA (Peugeot) csoport várhatóan évi ötmilliárd eurós együttműködést realizál, ami olcsóbbá teszi az elektromos autók technológiáját.A várható megtérülés előreláthatólag 2026-ra kétszámjegyű lesz.
Az ukrajnai háború kezdete után, 2022. április közepén a Stellantis bejelentette, hogy ideiglenesen leállítja a gyártást Oroszországban. A kalugai üzemben haszongépjárműveket gyártottak.
2022. május 3-án bejelentették, hogy a Stellantis felvásárolja a Share Now autómegosztó szolgáltatót a BMW-től és a Mercedes-Benz-től.
2022 júniusában a Stellantis és a Samsung bejelentette, hogy közös vállalatot alapít Kokomóban található gyártóüzemmel, amely a Stellantis elektromosautó-modelleihez szükséges akkumulátormodulok gyártására szolgál, ezzel mintegy 1400 új munkahelyet létrehozva.
2022-ben közel 4000 új DS Automobiles autót helyeztek forgalomba Németországban, ami 91 százalékos növekedést jelentett.
Bár Tavares vezérigazgató 2022-ben a kínai beruházástól tartott, ennek ellenére a Stellantis 2023 októberében 1,6 milliárd dollárért megvásárolta a 2015-ben alapított kínai elektromos járműgyártó, a Leapmotor 21 százalékát. 2022-ben a Leapmotor 111 000 járművet adott el Kínában. A két vállalat megalapította a Leapmotor International közös vállalatot, amelyben a Stellantis 51 százalékos részesedéssel rendelkezik[26][27].

## Márkái
- Abarth,
- Alfa Romeo,
- Chrysler,
- Citroën,
- Dodge,
- DS Automobiles,
- Fiat,
- Jeep,
- Lancia,
- Maserati,
- Opel,
- Peugeot,
- Ram Trucks,
- Vauxhall.

## Márkaportfóliója 2022-ben
Mivel az egyes márkanevek többnyire az egymástól független autógyárak köznapi elnevezései is, az alábbiakban megadjuk e cégek vezetőinek neveit is. 
| Ország                    | A márkanév        | Alapítva | Cégvezető              |
| ------------------------- | ----------------- | -------- | ---------------------- |
| Olaszország               | Abarth            | 1949     | Olivier François       |
| Olaszország               | Alfa Romeo        | 1910     | Jean-Philippe Imparato |
| Amerikai Egyesült Államok | Chrysler          | 1925     | Christine Feuell       |
| Franciaország             | Citroën           | 1919     | Vincent Cobée          |
| Amerikai Egyesült Államok | Dodge             | 1914     | Timothy Kuniskis       |
| Franciaország             | DS Automobiles    | 2014     | Béatrice Foucher       |
| Olaszország               | Fiat              | 1899     | Olivier François       |
| Olaszország               | Fiat Professional | 2007     |                        |
| Amerikai Egyesült Államok | Jeep              | 1943     | Christian Meunier      |
| Olaszország               | Lancia            | 1906     | Luca Napolitano        |
| Olaszország               | Maserati          | 1914     | Davide Grasso          |
| Amerikai Egyesült Államok | Mopar             | 1937     |                        |
| Németország               | Opel              | 1862     | Uwe Hochgeschurtz      |
| Franciaország             | Peugeot           | 1810     | Linda Jackson          |
| Amerikai Egyesült Államok | Ram               | 2010     | Michael Koval          |
| Egyesült Királyság        | Vauxhall          | 1857     | Uwe Hochgeschurtz      |

2023-ban megszerezte a kínai Leapmotor 21%-át.

## A név eredete
A Stellantis a latin „stello” igéből származik, aminek a jelentése kb. „csillagként ragyogok”.